# Schallenergie
| Schallgrößen |
| --- |
| - Schallauslenkung {\displaystyle \xi } - Schalldruck {\displaystyle p} - Schalldruckpegel {\displaystyle L_{p}} - Schallenergiedichte {\displaystyle E} - Schallenergie {\displaystyle W} - Schallfluss {\displaystyle q} - Schallgeschwindigkeit {\displaystyle c_{\text{S}}} - Schallimpedanz {\displaystyle Z} - Schallintensität {\displaystyle I} - Schallleistung {\displaystyle P_{\text{ak}}} - Schallschnelle {\displaystyle v} - Schallschnelleamplitude {\displaystyle v} - Schallstrahlungsdruck |

Die Schallenergie W ist die in einem Schallfeld oder einem Schallereignis enthaltene Energie. Maßeinheit der Schallenergie ist das Joule J. Die zugehörige logarithmische Größe ist der Schallenergiepegel.

## Definition
Schallschwingungen und Schallwellen gehen mit kleinen Wechselbewegungen von Teilchen des Mediums einher, in dem sich der Schall ausbreitet. Deshalb besitzen und transportieren Schallwellen kinetische Energie. Gleichzeitig kommt es zur abwechselnden Verdichtung und Verdünnung von Teilen dieses Mediums. Dadurch wird potenzielle Energie aufgenommen und abgegeben.
Die Schallenergie eines Schallfeldes lässt sich als Summe aus kinetischer und potenzieller Energie berechnen. Für den Fall der Schallausbreitung in einem Fluid gilt:
{\displaystyle {\begin{aligned}W&=W_{\mathrm {pot} }&&+W_{\mathrm {kin} }\\&=\int _{V}{\frac {p^{2}}{2\rho _{0}c^{2}}}\,\mathrm {d} V&&+\int _{V}{\frac {\rho v^{2}}{2}}\,\mathrm {d} V\end{aligned}}}
Dabei sind
- {\displaystyle p} der Schalldruck
- {\displaystyle \rho _{0}} die Dichte
- {\displaystyle c} die Schallgeschwindigkeit im Fluid
- {\displaystyle v} die Schallschnelle
- {\displaystyle V} das Volumen.

Außerdem gilt:
{\displaystyle W=I\;t\;A}
mit
- der Schallintensität {\displaystyle I}
- der Zeit {\displaystyle t}
- der durchströmten Fläche {\displaystyle A}.

Oft ist es sinnvoll, statt der Schallenergie die Schallenergiedichte {\displaystyle E({\vec {x}})} als eine vom Ort {\displaystyle {\vec {x}}} abhängige Größe zu betrachten. Zur Berechnung muss dann auch nicht über das Volumen des Schallfelds integriert werden:
{\displaystyle E({\vec {x}})={\frac {\mathrm {d} W}{\mathrm {d} V}}\Leftrightarrow W=\int _{V}E({\vec {x}})\,\mathrm {d} V}
Die Rate der von einer Schallquelle abgegebenen Schallenergie ist die Schallleistung {\displaystyle P_{\mathrm {ak} }} dieser Quelle:
{\displaystyle {\frac {\mathrm {d} W}{\mathrm {d} t}}=P_{\mathrm {ak} }}
Die Schallenergie (bzw. der Schallenergiepegel) dient auch zur Erfassung eines impulsartigen Schallvorgangs und wird durch Integration der Schallleistung über dem gesamten Impulsvorgang einschließlich der Abklingzeit gewonnen:
{\displaystyle \Leftrightarrow W=\int _{t}P_{\mathrm {ak} }\,\mathrm {d} t}
Die Schallenergiegrößen nehmen bei punktförmigen Schallquellen mit 1/r2 über der Entfernung r ab (Abstandsgesetz).

## Schallenergiepegel
Gebräuchlich ist auch die Angabe der Schallenergie als Schallenergiepegel LW in Dezibel (dB):
{\displaystyle L_{W}=10\lg \left({\frac {W}{W_{0}}}\right)\,\mathrm {dB} }
mit dem genormten Bezugswert (Akustik) W0 = 10−12 J.